# Садове (Сумський район)
Садо́ве —  село в Україні,  Сумській області, Сумському районі. Населення становить 52 особи. До 2020 орган місцевого самоврядування - Терещенківська сільська рада.

## Географія
Село Садове розташоване за 1.5 км від правого берега річки Локня. На відстані до 1.5 км розташоване село Кленове та селище Лідине.

## Назва
На території України 42 населених пункти із назвою Садове.

## Історія
- Село постраждало внаслідок геноциду українського народу, проведеного урядом СССР 1923-1933 та 1946-1947 роках.
- 12 червня 2020 року, відповідно до розпорядження Кабінету Міністрів України № 723-р «Про визначення адміністративних центрів та затвердження територій територіальних громад Сумської області», село увійшло до складу Білопільської міської громад[1].
- 19 липня 2020 року, в результаті адміністративно-територіальної реформи та ліквідації Білопільського району, село увійшло до складу новоутвореного Сумського району[2].